# Smirnenski (distrikt i Bulgarien, Montana)
Smirnenski (bulgariska: Смирненски) är ett distrikt i Bulgarien.   Det ligger i kommunen Obsjtina Brusartsi och regionen Montana, i den nordvästra delen av landet, 110 km norr om huvudstaden Sofia.
Trakten runt Smirnenski består till största delen av jordbruksmark. Runt Smirnenski är det ganska tätbefolkat, med 86 invånare per kvadratkilometer.